# Groma
Pour les articles homonymes, voir Groma (homonymie).
Le groma (autre appellation : tromowa et j'umowa) est une langue parlée dans la vallée de Chumbi, entre le Sikkim et le Bhoutan, dans la Région autonome du Tibet, et en Inde. Elle est peut-être apparentée au spiti (en) et au tomo[réf. nécessaire].

## Sources
- (en) Fiche langue [gro] dans la base de données linguistique Ethnologue.[réf. à confirmer]